# Vintilă Davidescu
Vintila Davidescu, romunski general, * 3. september 1890, † 30. december 1973.